# برایان بت
برایان بت (انگلیسی: Bryan Batt؛ زادهٔ ۱ مارس ۱۹۶۳) هنرپیشه اهل ایالات متحده آمریکا است.
از فیلم‌ها یا برنامه‌های تلویزیونی که وی در آن نقش داشته‌است می‌توان به مد من، آدم‌های بامزه، ۱۲ سال بردگی، جزر و مد و دونده اشاره کرد.